# 莫応豊
莫 応豊（ばく おうほう、1938年1月19日 - 1989年2月17日）は、中華人民共和国の小説家。代表作に小説『将軍吟』。元湖南省文聯副主席、省作協副主席、中国作家協会理事。

## 略歴
1938年、湖南省益陽県（現在の桃江県）に生まれた。
1956年、湖北芸術学院音楽系専業に入学した。
1961年、中国人民解放軍に入隊。広州軍区空軍文工団に配属される。
1970年、湖南省長沙市群衆文芸工作室文学の創作組担当組長となった。
1972年、彼は作品を発表し始めた。
1978年、湖南瀟湘映画制片廠で編劇を取る。
1982年、『将軍吟』が第一回茅盾文学賞を受賞。

## 家族
- 父：莫良哉
- 母：劉香秀
- 元妻：李明秀
- 妻：欧陽慧齢
- 娘：莫竹葦、莫竹芩

## 作品

### 長篇小説
- 『小兵闖大山』、1976年、上海人民出版社
- 『風』、1979年、湖南人民出版社
- 『将軍吟』、1980年、人民文学出版社
- 『美神』、1984年、上海文芸出版社
- 『桃源夢』、1987年、人民文学出版社

### 中短篇小説
- 『迷糊外伝』、1983年、湖南人民出版社
- 『莫応豊中篇小説集』、1983年、人民文学出版社
- 『麂山之迷』、1984年、花城出版社

### 児童文学
- 『走出黒林』、1979年、少年児童出版社

## 受賞
1982年、『将軍吟』、茅盾文学賞。